# 廉恥新脊介
廉恥新脊介（学名：Neonesidea lianchihia）为土菱介科新脊介屬下的一个种。